# Ixodia
Ixodia es un género de plantas con flores de la familia de las asteráceas. Comprende 7 especies descritas y de estas, solo 5 aceptadas. Es originario de Australia.

## Taxonomía
El género fue descrito por Robert Brown y publicado en Hortus Kewensis; or, a Catalogue of the Plants Cultivated in the Royal Botanic Garden at Kew. London (2nd ed.) 4: 517. 1812. La especie tipo es: Ixodia achilleoides R.Br. 

## Especies
A continuación se brinda un listado de las especies del género Ixodia aceptadas hasta agosto de 2012, ordenadas alfabéticamente. Para cada una se indica el nombre binomial seguido del autor, abreviado según las convenciones y usos.
- Ixodia achilleoides R.Br.
- Ixodia alata Schltdl.
- Ixodia ammobium Spreng.
- Ixodia flindersica Copley
- Ixodia ptarmicoides F.Muell.